# Üyüklütatar
Üyüklütatar ist ein Dorf in der türkischen Provinz Edirne am Fluss Meriç Nehri (griechisch Evros) 15 Kilometer südlich Edirne.
Die 1522 Einwohner (2007) – mit deutlichem Männerüberschuss – leben überwiegend von der Landwirtschaft: Es gibt Viehhaltung und den Anbau von Reis, Weizen, Sonnenblumen und Wassermelonen.
Im Dorf steht eine Grundschule. Trinkwassernetz und Kanalisation sind vorhanden. In den ans Stromnetz angeschlossenen Ort führt eine Asphaltstraße. Eine Postzweigstelle fehlt.
Das Dorf liegt im Bereich des von Griechenland bei Orestiada geplanten Zauns, der den Flüchtlingsstrom zurückhalten soll. 2011 wurde auf der griechischen Seite des Evros mit dem Bau eines Wassergrabens begonnen, der den Flüchtlingsstrom eindämmen soll. Im Dezember 2012 wurde der Grenzzaun am Evros fertiggestellt. Die Mittel hierfür brachte der griechische Staat selbst auf. Seit der Fertigstellung des Zauns ist die Rate der illegalen Grenzüberschreitungen am Evros-Gebiet auf beinahe 0 % gesunken.